# Marisela (telenovela)
Marisela es una telenovela  venezolana producida y emitida por la extinta cadena RCTV entre 1983 y 1984. Fue protagonizada por Tatiana Capote y Franklin Virgüez. Tuvo una segunda parte con sus mismos actores llamada Acusada.

## Argumento
Marisela (Tatiana Capote) huye de su hogar escapando de los malos tratos que recibe de parte de su padre y su madrastra. Haciendo caso a una amiga, se hace pasar como amante de un rico industrial, Luis Andrade; sin embargo, él termina enamorándose de ella y manteniéndola, en consecuencia. Marisela, sin embargo, se ha enamorado de Álvaro (Franklin Virgüez) y sostiene ambas relaciones paralelamente. La enfermedad de Luis hace que la verdad se precipite: él es padre de Álvaro. Pero aún a pesar de las intrigas y 
las dudas, los dos jóvenes se aman verdaderamente; por eso logran echar a un lado las mentiras, para, finalmente, casarse.

## Reparto
- Tatiana Capote - Marisela
- Franklin Virgüez - Álvaro Andrade
- Tomás Henríquez - El Marqués de Uribante
- Loly Sánchez - Tamara
- Amalia Pérez Díaz - Fucha
- Carlos Márquez - Luis Andrade
- Dilia Waikkarán
- Laura Brey
- Pedro Lander
- Víctor Cámara - Alexander Andrade
- Jeannette Rodríguez - Violeta
- Carlos Mata
- Nancy González - Amarilis
- Virgilio Galindo - José Mercedes Gamboa
- Nancy Soto
- Domingo Del Castillo
- Humberto Tancredi
- Julie Restifo
- Dennys Hernández
- Olga Rojas

## Adaptaciones
- En 1969 Cadena Venezolana de Televisión realizó la primera versión de la telenovela, llamada "La satánica" protagonizada antagónicamente por Peggy Walker, junto a José Luis Rodríguez y el actor mexicano Raúl Ramírez.
- En 1973, en México fue producida la película "La satánica" dirigida por Alfredo B. Crevenna, y protagonizada por Norma Lazareno, Raymundo Capetillo, Ana Luisa Peluffo, y otra vez Raúl Ramírez.
- En 1995 la cadena ecuatoriana Ecuavisa realizó una adaptación tanto de Marisela como de Acusada en una sola producción bajo el título de "María Soledad", protagonizada por Lady Noriega y Mauro Urquijo.